# BlackArch
BlackArch Linux или BlackArch — дистрибутив GNU/Linux, основанный на Arch Linux, для тестирования на проникновение и оценки безопасности, предоставляющий инструментарий для анализа сетей и информационных систем . Репозиторий содержит более 2900 утилит, которые можно установить по отдельности или группами. BlackArch Linux совместим с существующими установками Arch Linux. Официальным спонсором разработки является хакерская группа NullSecurity.

## Состав
BlackArch аналогичен использованию Parrot Security OS и Kali Linux при полной установке. Критическое различие между другими дистрибутивами и BlackArch заключается в том, что BlackArch не предоставлял среду рабочего стола, до недавнего времени, но предоставлял множество предварительно настроенных оконных менеджеров. Подобно Parrot Security OS и Kali Linux, BlackArch можно записать в ISO-образ и запустить как Live CD.